# Орлова (притока Севастянівки)
Орлова  — річка в Україні у Шахтарському районі Донецької області. Ліва притока річки Севастянівки (басейн Азовського моря).

## Опис
Довжина річки 10 км, похил річки 15 м/км  площа басейну водозбіру 47,4 км² , найкоротша відстань між витоком і гирлом — 8,95  км, коефіцієнт звивистості річки — 1,12 . Формується багатьма балками та загатами.

## Розташування
Бере початок на південній околиці селища Сєверне. Тече переважно на південний захід через місто Чистякове і впадає у річку Севастянівку, ліву притоку річки Кринки.

## Цікаві факти
- У місті Чистякове річки перетинає автошлях Н21[4] (автомобільний шлях національного значення на території України, Старобільськ — Луганськ — Хрустальний — Макіївка — Донецьк. Проходить територією Луганської та Донецької областей.).
- У XX столітті на річці існували природні джерела, молочно, та птахо-тваринні ферми (МТФ, ПТФ), шахта імені Л.І Лутугіна, непрацюючі шахти, терикони та водокачки[2].